# Willem J. H. Willems
Willem J. H. Willems (* 19. Juli 1950 in Venlo-Blerick; † 13. Dezember 2014 in Amersfoort) war ein niederländischer Archäologe. Seine wissenschaftlichen Schwerpunkte waren die Bodendenkmalpflege und die Provinzialrömische Archäologie.

## Werdegang
Willem Willems studierte Archäologie  und Anthropologie an der Universität Amsterdam sowie an der Universität Michigan und wurde 1986 in Amsterdam promoviert. Bereits 1987 wurde er Professor für Provinzialrömische Archäologie an der  Universität Leiden. Von 1989 bis 1999 war er Direktor des niederländischen Reichsdienstes für Bodendenkmalpflege (ROB, heute Reichsdienst für das kulturelle Erbgut („Rijksdienst voor het Cultureel Erfgoed“)) und niederländischer Staatsarchäologe.  Von 1999 bis 2001 war er Direktor für archäologisches Ressourcenmanagement beim niederländischen Kulturministerium, von 2001 bis 2006 Chefinspektor für Archäologie beim Reichsdienst  für das kulturelle Erbgut. Seit 1990 war er Vizepräsident und ab 2008 Co-Präsident des International Scientific Committee on Archaeological Heritage Management  (ICAHM), von 1998 bis 2003 war er Präsident der European Association of Archaeologists (EAA), 1999 Gründungspräsident des Europae Archaeologiae Consilium. Seit 2006 vertrat er an der Universität Leiden zusätzlich das Fach internationales archäologisches Ressourcenmanagement und war bis zu seiner Pensionierung 2013 Dekan der archäologischen Fakultät an der Universität Leiden.
Willem Willems war Mitglied des Deutschen Archäologischen Instituts und der Society of Antiquaries of London. Er war Träger des Ordens vom Niederländischen Löwen.

## Schriften (Auswahl)
- Arnhem-Meinerswijk. Een nieuw castellum aan de Rijn. In: Westerheem. 29, 1980, S. 334–348 (online als pdf).
- Romans and Batavians. A Regional Study in the Dutch Eastern River Area. Academisch Proefschrift ter verkrijging van de graad van doctor in de Letterenc aan de Universiteit van Amsterdam. Eigenverlag, Amersfoort  1986 ( online als pdf ) (= Dissertation).
- mit Tilmann Bechert: Die römische Reichsgrenze von der Mosel bis zur Nordseeküste. Theiss, Stuttgart 1995, ISBN 3-8062-1189-2; niederländisch: De Romeinse rijksgrens tussen Moezel en Noordzeekust. Matrijs, Utrecht 1995, ISBN 90-5345-073-4.
- mit Henk Kars und Daan  P. Hallewas (Hrsg.): Archaeological Heritage Management in the Netherlands. Fifty Years State Service for Archaeological Investigations. Van Gorcum, Assen/Amersfoort 1997, ISBN 90-232-3304-2.
- The future of European Archaeology. (=Oxbow Lecture 3). Oxbow, Oxford 1999, ISBN 1-900188-79-1.
- (Hrsg.): Challenges for European Archaeology. Europae Archaeologiae Consilium, Zoetermeer 2000, ISBN 90-346-3831-6 (online als pdf).
- mit Monique van den Dries (Hrsg.): Quality management in Archaeology. Oxbow, Oxford 2007, ISBN 978-1-84217-275-9.
- mit Harry van Enckevort: Vlpia Noviomagus – Roman Nijmegen. The Batavian capital at the Imperial frontier. (= Journal of Roman Archaeology Supplementary Series 73). Journal of Roman Archaeology, Portsmouth RI 2009, ISBN 978-1-887829-73-1.